# 狂沙十萬里
《西部往事》為義大利導演塞吉歐·李昂尼所執導的義大利式西部片，由亨利·方達、查爾斯·布朗森與克勞蒂雅·卡汀娜所主演。本片备受赞誉的主题音乐出自埃尼欧·莫里科内之手。
在结束镖客三部曲的拍摄工作之后，李昂尼已经打算开始拍摄美国往事。由于镖客三部曲大获成功，特别是制片方投入的资金很少，因此制片方希望继续拍摄一部西部题材的电影，李昂尼同意了这个请求，并将这部以西部時代的尾聲為主題的新片命名为西部往事。由於其陰鬱的故事風格與大膽啟用素以正派角色形象廣受歡迎的亨利·方達擔綱反派的作法，本片在美國本土的賣座不甚理想，但在海外（尤其是歐洲與日本）卻大獲成功。此片公認為是他生涯中的巔峰；也被廣泛的認為是史上最偉大的西部片之一。

## 劇情
沉默寡言，口琴不离身的哈莫尼克聲稱要跟惡名昭彰的西部徒匪弗蘭克決鬥，但決鬥當天卻只見三名弗蘭克手下，哈莫尼克一眨眼就結束對手。轉眼到麥克貝恩的農場，活水镇附近生活着一户富足的麦克贝恩一家，然而因为他们拥有方圆百里内唯一的水源而遭致不幸。冷血杀手弗兰克受铁路大亨莫顿雇佣，无情地杀害了这一家人，连几岁大的小孩都没有放过。莫顿希望經由興建活水鎮段鐵路，完成修築連接大西洋與太平洋之間的鐵路大業，卻被麥克貝恩搶先一步。然而他们不知道的是，麦克贝恩曾秘密地娶过一个妓女吉尔，现在吉尔拥有了土地的继承权，因而她也将会拥有铁路的财产权。吉尔在路上遇到了牛仔老大夏恩與哈莫尼克，实际上多年以前哈莫尼克的哥哥被弗兰克杀死了，但是因为哈莫尼克已经长大，弗兰克不再认得他了。等她赶到麦克贝恩家的时候发现了丈夫和孩子们的葬礼，当地执法人员最初以为是夏恩杀害了麦克贝恩一家，但當弗蘭克的手下再次襲來失敗後，吉爾確定弗兰克才是兇手。而弗蘭克出自野心叛變並監禁了莫頓，想搶走活水鎮段的鐵路。雖然劫持並要脅吉爾得逞，卻在拍賣會上眼睜睜看哈莫尼克用夏恩的「懸賞金」標下吉爾的土地，弗蘭克想成為鐵路大亨的計畫化為泡影。之後哈莫尼克卻擊斃莫頓派來殺害弗蘭克的殺手，理由是自己要完成與弗蘭克的對決，以報殺兄之仇。最后，哈莫尼克一槍了結弗蘭克，並在夏恩倒地、首班火車開進活水鎮時，騎馬踏上旅途。

## 角色
- 克勞蒂雅·卡汀娜 - 吉尔·麦克贝恩（Jill McBain）
- 亨利·方达 - 弗兰克（Frank）
- 贾森·罗巴兹 - 夏安（Cheyenne）
- 查爾斯·布朗森 - 哈莫尼克（Harmonica）
- Gabriele Ferzetti - 莫顿（Morton）
- Paolo Stoppa - 山姆（Sam）
- Woody Strode - Stony
- Jack Elam - Snaky
- Keenan Wynn - Sheriff
- Frank Wolff - Brett McBain
- Lionel Stander - Barman
- Al Mulock - Knuckles

## 荣誉
- 2008年，《帝国》杂志（Empire Magazine）举行了一次“历史上最伟大的500部电影”的评选活动，一万名读者，150个制片人和50个影评人参与评选，本片排名14名，居西部片的首位。[5]
- 《时代杂志》将本片列入“20世纪最伟大的100部电影”之列。[6]

## 美國三部曲
- 1968年：《西部往事》（Once Upon a Time in the West）
- 1971年：《革命往事（英语：Giù la testa）》（A Fistful of Dynamite / Once Upon a Time... the Revolution）
- 1984年：《美国往事》（Once Upon a Time in America）

## 外部連結
- 互联网电影数据库（IMDb）上《西部往事》的资料（英文）
- 爛番茄上《狂沙十萬里》的資料（英文）
- Once Upon a Time in the West （页面存档备份，存于） at the Spaghetti Western Database
- Review of DVD of film （页面存档备份，存于）